# Petroica de matollar de Cap York
La petroica de matollar de Cap York (Drymodes superciliaris) és un ocell de la família dels petròicids (Petroicidae).

## Hàbitat i distribució
Habita el terra de la selva pluvial, clars i zones de matoll a les terres baixes del nord-est de Queensland.